# Howa Type 89
Il Howa Type-89 (anche chiamato Type-89) è un fucile d'assalto di fabbricazione giapponese che utilizza colpi di tipo 5.56 x 45 mm NATO.

## Descrizione
Con innesto a gas, questo fucile ha la cadenza di fuoco pari a 750 proiettili al minuto, una velocità per proiettile di 920 m/s e ha una gittata di 500-550 metri.
Utilizza caricatori con 20-30 proiettili (nella versione classica 20) e possiede una canna lunga 420 mm; invece la lunghezza totale dell'arma è di 916 mm.
La sua produzione è iniziata nel 1989 ed è tuttora attiva, con oltre 160.000 modelli prodotti.
Produrre un modello nel 1998 costava 347.000 yen, mentre al 2005 costava 325.800 yen.
Ha trovato il suo utilizzo nella guerra del Golfo, utilizzato dalle forze giapponesi e dal Special Assault Team (S.A.T.), ovvero il team di forze speciali giapponese.

### Varianti
Esiste una variante del Type-89 ovvero il Type-89-F che, al contrario del Type-89, ha un calcio pieghevole e non solido.

## Videogiochi
Il Type-89 è usato dall'operatrice Hibana in Tom Clancy's Rainbow Six: Siege.